# Krzysztof Szczerbiński
Krzysztof Plewako-Szczerbiński (ur. 9 stycznia 1978 w Katowicach) – polski aktor teatralny, serialowy i dubbingowy.
W 2000 roku ukończył studia w Akademii Teatralnej w Warszawie.

## Role aktorskie
- 2020: Echo serca – Jeremi, brat Bartka (odc. 39, 41)
- od 2019: Barwy szczęścia – prowadzący walkę MMA
- 2018: Chyłka. Zaginięcie – myśliwy (odc. 6)
- 2018: Juliusz – robotnik
- 2018: Kobiety mafii – technik policyjny zbierający rozczłonkowane ciało na torach (odc. 1)
- 2018: Ojciec Mateusz – Pawlik (odc. 260)
- 2018: Ślepnąc od świateł – Rutkowski „Zgrywus”, policjant z wydziału antynarkotykowego
- 2017, od 2020: Pod wspólnym niebem – Bartłomiej Klupa, kolega Romana
- 2017: Druga szansa – ginekolog
- 2017: Belle Epoque – „Gruby” (odc. 6)
- 2016: Jestem mordercą – milicjant Norbert
- 2015: Klub włóczykijów i tajemnica dziadka Hieronima – policjant w okularach w Pułtusku
- 2014: Arbiter uwagi – Witek
- 2013: Spokojnie, to tylko ekonomia! – oszust (odc. 3)
- 2013: Na dobre i na złe – Maciek, mąż Alicji (odc. 536)
- 2012: Misja Afganistan – st. szer. Piotr Tarkowski
- 2011: Szpital futpolowy – zawieszony piłkarz (gościnnie)
- 2008: Teraz albo nigdy! – kelner (odc. 13); robotnik (odc. 14 i 15)
- 2008: Czas honoru – mężczyzna z łapanki (odc. 3)
- 2007–2008, 2010: Barwy szczęścia − Młody, mechanik w warsztacie Zenka
- 2005: Wróżby kumaka – Dresiarz
- 2005: Oficer – „złodziej” samochodu „Kruszona” (odc. 8)
- 2004: Kryminalni – Benek, hiena cmentarna (odc. 4)
- 2003–2005: Czego się boją faceci, czyli seks w mniejszym mieście – Wietnamczyk
- 2003: Czarno to widzę – Lump
- 2003: Nienasycenie – Chińczyk
- 2003: Zostać miss 2 – „Pawian”, chłopak „Piranii” (odc. 12-13)
- 2002: Na dobre i na złe – Robert Stefaniak, bokser „Malutki” (gościnnie)
- 2001: Avalon – Gracz B
- 2000: 13 posterunek 2
- 2000: M jak miłość – kolega Marka
- 2000: Weiser – narkoman
- 2000: Twarze i maski – asystent reżysera, niewymieniony w czołówce
- 2000: Ostatnia misja – dealer narkotyków, niewymieniony w czołówce
- 2000: Dom (odc. 22)
- 1999: Skok – chłopak
- 1999: O palec – chłopak
- 1999: Policjanci – Arek
- 1999–2000: Miodowe lata – Kanalarz
- 1997: Klan – Mateusz, kolega Olki i Ulki poznany przypadkowo na przystanku autobusowym
- 1997: Kroniki domowe – Felo

## Polski dubbing
- 2020: Zwariowane melodie: Kreskówki –
  - Diabeł (odc. 2c),
  - Kurier (odc. 12c),
  - Kierowca autobusu (odc. 13a),
  - Gladiator (odc. 14a),
  - Skip (odc. 16a),
  - Trener (odc. 18a),
  - Piłka baseballowa (odc. 18a),
  - Zawodnicy (odc. 18a)
  - Kukułka (odc. 20c)
- 2018: The Seven Deadly Sins the Movie: Prisoners of the Sky – Meliodas
- 2018: Hi Score Girl – Mc
- 2018: Mowgli: Legenda dżungli
- 2018: Grinch
- 2018: Motown Magic – Jimmy Mack
- 2018: Kulipari: władca świata snów – Lord Marmoo
- 2018: Spyro Reignited Trilogy – Sierżant Lot
- 2018: Yo-kai Watch: Film – Blazion
- 2018: Lego DC Super-Villains – Beast Boy (Bestia)
- 2018: Dragon Ball Super – Shāo
- 2018: Hotel Transylwania 3 – Gremliny
- 2018: Winston i Dudley – Cutty
- 2018: Odlotowy nielot – Mysz
- 2018: Mini ninja: Adventure – Chief Sprite
- 2018: Rampage: Dzika furia – jeden z żołnierzy
- 2018: Scooby Doo i plażowy potwór – Szef kuchni
- 2018: Wielka szóstka: Serial – Fred
- 2018: Tomb Raider
- 2018: Maria Magdalena – Józef
- 2018: ReBoot: The Guardian Code – Sourcerer
- 2018: Pszczółka Maja: Miodowe igrzyska – Brajan
- 2018: Storm. Opowieść o odwadze –
  - Gwary,
  - Epizody
- 2017: Gantz:O – Gantz Ball
- 2017: Spytaj Mądroboty – Mikołaj
- 2017: Coco – Gustavo
- 2017: Lego Marvel Super Heroes: Avengers Reassembled – Yellowjacket
- 2017: Thor: Ragnarok – Hogun
- 2017: The Seven Deadly Sins – Meliodas
- 2017: Dorotka i Czarnoksiężnik z krainy Oz – Latająca małpa#2
- 2017: Projekt Mc² – Charles Coyle
- 2017: Dzieciaki straszaki – Tata Lobo
- 2017: Bob Budowniczy: Mega pojazdy – Zbierak
- 2017: Lego Elves: Tajemnice Elvendale – Trolle
- 2017: Zaklęcia w czasie –
  - Derby,
  - Strażnik bazy rebeliantów,
  - Żołnierz Kartelu
- 2017: Jedenastka – Florencio
- 2017: DC Super Hero Girls: Galaktyczne igrzyska – Bestia
- 2017: Muppety na Wyspie Skarbów
- 2017: Nie ma jak w rodzinie –
  - Lawrence,
  - Scoop
- 2017: Piraci z Karaibów: Zemsta Salazara
- 2017: Siedmiu krasnoludków i ja – Łasuch
- 2017: Dzieciak rządzi – Eugeniusz
- 2017: Rufus 2: Kocia katastrofa – Zły wiewiór
- 2017: DC Super Hero Girls: Super Hero High – Beast Boy
- 2017: Lego Batman: Film
- 2017: Boy 7 –
  - Policjant#1,
  - Zero
- 2017: Scooby Doo: Mechaniczny pies – Asystent Irv
- 2016: Łotr 1. Gwiezdne wojny – historie
- 2016: Invizimals – Tigershark
- 2016: Bob i świąteczna kraksa – Maskonury
- 2016: Robal z przyszłości – Presto
- 2016: Dishonored 2
- 2016: Kot Prot urządzi Halloween w lot – Niedźwiedź
- 2016: DC Super Hero Girls: Bohater roku – Bestia
- 2016: Barbie: Dreamtopia – Misio
- 2016: Kulipari: Żabia armia – Lord Marmoo
- 2016: Legion samobójców
- 2016: Ever After High: Zima wszech baśni – Mroźny elf#2
- 2016: Epoka lodowcowa 5: Mocne uderzenie – Edek
- 2016: 7 krasnoludków i Królewna Śnieżka – nowe przygody
- 2016: Pies, który uratował lato – Policjant#1
- 2016: Tarzan: Legenda
- 2016: Tashi – Tashi
- 2016: Atomówki – On
- 2016: Alicja po drugiej stronie lustra
- 2016: Angry Birds Film – Bubbles
- 2016: Overwatch – Złomiarz
- 2016: Kapitan Ameryka: Wojna bohaterów
- 2016: Dzielny kogut Maniek
- 2016: Yo-kai Watch – Głos zegarka Yo-Kai
- 2016: K3 – Scurvy
- 2016: Ratchet & Clank – Asystent Qwarka
- 2016: Batman v Superman: Świt sprawiedliwości
- 2016: Supa Strikas: Piłkarskie rozgrywki
- 2016: Epoka lodowcowa: Wielkanocne niespodzianki – Edek
- 2016: Wissper –
  - małpka Boris,
  - świnka
- 2016: Moja niewidzialna siostra – Tata Cleo i Molly
- 2016: Zwierzogród – Właściciel kwiaciarni
- 2016: Paka z Pniaka – Wielka Stopa
- 2016: Totalna Porażka: Wariacki wyścig – Leonard
- 2016: Scooby Doo i Czarny Rycerz – Kudłaty
- 2016: Zwyczajny film – Rigby
- 2015: Dorwać Asa –
  - Dyrektor,
  - Athol,
  - Cash Bankrol
- 2015–2017: My Little Pony: Przyjaźń to magia –
  - Kurier (odc. 106),
  - Aktor z zieloną grzywą (odc. 107),
  - Reporter (odc. 157),
  - różne głosy (odc. 105-107, 112)
- 2015: Dobry dinozaur – Gołoledź
- 2015: Jamie Mamacki –
  - Sekretarz,
  - Gwary
- 2015: Niech żyje król Julian –
  - Ambasador,
  - Kostropak
- 2015: Wiedźmin 3: Serca z kamienia –
  - Bruno,
  - Redańscy wojownicy
- 2015: Hotel Transylwania 2
- 2015: Astro-małpy –
  - Fuunk,
  - Kruunk
- 2015: Looney Tunes: Kto dogoni Królika – Mac
- 2015: Turbo Fast – Ślizg
- 2015: Sailor Moon R – Czarodziejka z Księżyca: Film kinowy
- 2015: Przemieńcie się, czarodziejki! – Opryszek#1
- 2015: Koko smoko – Szef#1
- 2015: Ant-Man
- 2015: Heroes of the Storm – Diablo
- 2015: Jaś Fasola – Sklepikarz/Bibliotekarz
- 2015: Kraina jutra – Kierowca autobusu
- 2015: Wiedźmin 3: Dziki Gon – Smart
- 2015: Mini ninja – Chief Sprite
- 2015: Avengers: Czas Ultrona
- 2015: Żółwik Sammy i spółka – Bąbel
- 2015: Robin Hood – Draka w Sherwood – Jeden ze strażników
- 2015: Blaze i mega maszyny – Darington
- 2015: Avengers: Zjednoczeni – Speed Demon
- 2015: Po drugiej stronie muru
- 2015: Flintstonowie: Wielkie Łubu-dubu – Barney
- 2015: Transformers: Robots in Disguise – Fixit
- 2015: Kumple z dżungli – na ratunek –
  - Słoń Ronald,
  - Wielki Furax,
  - Canaval
- 2015: Pingwiny z Madagaskaru
- 2015: Dying Light –
  - Convvy,
  - Kurt
- 2015: Misja: Gwiazda – Kumail
- 2015: Dzwoneczek i bestia z Nibylandii
- 2015: Exodus: Bogowie i królowie
- 2014: Ryś i spółka
- 2014: Mój kumpel duch
- 2014: Gwiazdka księżniczki łabędzi – Puffin
- 2014: Alfa i Omega: Święta w wilczym stylu – Słony
- 2014: Wodogrzmoty Małe
- 2014: Wielka szóstka
- 2014: Misja Lanfeusta – Trolle
- 2014: Geronimo Stilton – Szymon Szpicel (seria druga)
- 2014: Noc żywego Freda
- 2014: Lepszy model
- 2014: Lato w mieście – Pelato
- 2014: Odlotowe agentki – Rob
- 2014: Antboy – Złodziej
- 2014: League of Legends – Gnar
- 2014: Steven Universe – Lars
- 2014: Strażnicy Galaktyki
- 2014: Totalna Porażka na wyspie Pahkitew – Max
- 2014: Calimero – Pierrot
- 2014: Kroniki Xiaolin – Jack Spicer
- 2014: Team Hot Wheels – Gage
- 2014: Szeryf Kaja na Dzikim Zachodzie – Jay Jay
- 2014: Iron Man & Hulk: Zjednoczeni – Zzzax
- 2014: Totalna Porażka: Plejada gwiazd – Scott
- 2014: Hearthstone: Heroes of Warcraft –
  - Harrison Jones,
  - Szalony łowca,
  - Chochlik krwi
- 2013: Hobbit: Pustkowie Smauga
- 2013: Thor: Mroczny świat – Hogun
- 2013: Ratujmy Mikołaja!
- 2013: Ratchet & Clank: Nexus – Pollyx
- 2013: Power Rangers Megaforce – Tensou
- 2013: Hulk i agenci M.I.A.Z.G.I. – Skaar
- 2013: Legendy Chima – Cragger
- 2013: Smerfy 2 – Zgrywus
- 2013: Kumba –
  - antylopa Koos,
  - kojot 2
- 2013: Turbo – Ślizg
- 2013: Denny obóz – Jordan Zadęty
- 2013: Pokémon: Czerń i Biel: Przygody w Unovie i nie tylko –
  - Barret,
  - Porter
- 2013: Tajemnica zielonego królestwa – Mub
- 2013: Max Steel – Steel
- 2013: Sylwester i Tweety na tropie
- 2013: Szczury laboratoryjne
- 2013: Czarodzieje kontra Obcy – Jathro
- 2013: Might and Magic: Heroes VI – Shades of Darkness – Kirył
- 2012: Violetta – Matias LaFontaine
- 2012: Ben 10: Omniverse – Kickin Hawk (Mega Szpon)
- 2012: Hobbit: Niezwykła podróż – Grinnah
- 2012: Redakai: W poszukiwaniu Kairu − Zane
- 2012: Wojownicze Żółwie Ninja − Fong
- 2012: Ninjago: Mistrzowie spinjitzu –
  - Nuckal,
  - Overlord
- 2012: Looney Tunes Show – Mac
- 2012: Totalna Porażka: Zemsta Wyspy – Scott
- 2012: Kot w butach – Klient saloonu
- 2012: Żółwik Sammy 2 – Marynarz #4
- 2012: Epoka lodowcowa 4: Wędrówka kontynentów –
  - Edek,
  - Gupta
- 2012: Roman barbarzyńca – Mistrz Florian
- 2012: Avengers – Pilot śmigłowca Tarczy
- 2012: Austin i Ally – Pirat Frank
- 2012: Tulisie. Przygoda w słonecznej krainie – Chef
- 2011: Might & Magic Heroes VI –
  - Kirył,
  - Raelag,
  - Torganeh,
  - Licz,
  - Natu,
  - Majarz
- 2011: Wiedźmin 2: Zabójcy królów –
  - Sheridan,
  - Odolan
- 2011: Przyjaciele z Kieszonkowa
- 2011: Rango
- 2011: Rio – Tipa
- 2011: Zwyczajny serial – Rigby
- 2011: Ben 10: Ultimate Alien – Polarny
- 2011: Battlefield 3 – sierżant David Montes
- 2011: Fineasz i Ferb: Podróż w drugim wymiarze – Karl
- 2011: Epoka lodowcowa: Mamucia gwiazdka – Edek
- 2011: Kikoriki – Skoczek
- 2011: Rastamysz – Bandulu
- 2011: Giganci ze stali – Kingpin
- 2011: Cziłała z Beverly Hills 2 – Antonio
- 2011: Aniołki i spółka: Zielona szkoła – Siarkus
- 2011: Smerfy – Zgrywus
- 2011: Hip-Hip i Hurra – Hurra
- 2011: Możemy wygrać – Chuy
- 2011: Przygoda w Paryżu – Albert
- 2010: Safari 3D – Toto
- 2010: Avengers: Potęga i moc – T’Chala / Czarna Pantera
- 2010: Super Hero Squad – Wolverine
- 2010: Żółwik Sammy − Jasiek
- 2010: Toy Story 3 – Pajacyk w pudełku
- 2010: Scooby-Doo: Klątwa potwora z głębin jeziora − Kudłaty
- 2010: Winx Club: Magiczna przygoda –
  - Riven,
  - Strufus
- 2010: Geronimo Stilton
- 2010: Stich!
- 2010: Hero 108 –
  - Hardy Sus,
  - Wielki Szachraj
- 2010: Szczypta magii – Starszy Tom
- 2010: Moje życie ze mną – Liam
- 2010: Wakfu – Percedal
- 2010: Szesnaście życzeń − Administrator
- 2010: Power Rangers RPM – Ziggy / Zielony RPM Ranger
- 2010: Mass Effect 2 − Jeff „Joker” Moreau
- 2009: "Aniołki i spółka" - Mateusz
- 2009: Stacyjkowo – Morgan
- 2009: Tatastrofa – Dostawca pizzy
- 2009: Epoka lodowcowa 3: Era dinozaurów − Edek
- 2009: Pokémon: Wymiar walki – Reggie
- 2009: Tajemnica Rajskiego Wzgórza − Robin
- 2008: Kacper: Szkoła postrachu – Kacper
- 2009: Scooby-Doo: Strachy i patałachy − Kudłaty
- 2009: Power Rangers: Furia dżungli –
  - Mistrz Lope,
  - Porcupongo,
  - Badrat
- 2008: Opowieści z Narnii: Książę Kaspian
- 2008: Małpy w kosmosie − Kosmici i spółka
- 2008: Yogi, łowca skarbów – Miś Bubu
- 2008: Wyspa dinozaura 2 – Maniek
- 2008: Nurkuj, Olly – Skid
- 2008: Blanka – Czoruś
- 2008: Wujku, nie jesteś sam – Robert
- 2008: Z życia nastoletniego robota – Brad
- 2008: Sam & Max: Sezon 1 – Tęczowy Edytor
- 2008: Hej Arnold! –
  - Zamboni Jones,
  - Schodziarz,
  - Śmierdziel
- 2008: Jimmy Neutron: mały geniusz –
  - Nick (1 seria),
  - Glutor
- 2008: Hrabia Kaczula –
  - Don Diego, kuzyn Kaczuli,
  - Wilkołak,
  - Szap szak
- 2008: Szopy pracze –
  - Lady Baden-Baden,
  - Bentley,
  - Świnka #2
- 2007: George prosto z drzewa
- 2007: Garfield ucieka z komiksu – Odie
- 2007: Mass Effect – Jeff „Joker” Moreau
- 2007: Sonic Underground – Manic
- 2007: Fineasz i Ferb – Karl
- 2007: Bakugan: Młodzi wojownicy –
  - Rikimaru,
  - Klaus von Hercel,
  - Joe
- 2007: Sushi Pack – Ikura
- 2007: Mój przyjaciel królik − Kacper
- 2007: Amerykański smok Jake Long −
  - Brad Morton (2 seria),
  - Banana B
- 2007: Supercyfry – Cyfra 4
- 2007: Don Chichot
- 2007: Arka Noego – Anioł
- 2007: High School Musical 2 – Jason
- 2007: Rodzinka Robinsonów – Kuzyn Laszlo
- 2006: Hannah Montana – Danny (odc. 4)
- 2006: Pokémon: Diament i Perła –
  - Jedno z dzieci (odc. 40),
  - Trener Magmara (odc. 49)
- 2006: Krowy na wypasie − Eddy
- 2006: Magiczna kostka – Gordy
- 2006: Skok przez płot
- 2006: Goofy i inni – P.J
- 2006: Złota Rączka – Maniek
- 2006: Pomocnik św. Mikołaja – Miki
- 2006: Karol do kwadratu – Ron Bronson
- 2006: Stefan Malutki – Myszkujer
- 2006: Wyspa dinozaura – Mundek
- 2006: Przygody Timmy’ego –
  - Sanjay,
  - Kupidyn,
  - Marek Chang
- 2006: Kim Kolwiek –
  - Kevin,
  - Fukushima,
  - Larry,
  - Spodzień,
  - Ned (4 seria),
  - Bliźniaki Wego (4 seria)
- 2006: Power Rangers: Mistyczna moc – Chip Thorn / Żółty Mistyczny Ranger
- 2006: High School Musical – Jason
- 2006: Wiewiórek – Rodney
- 2006: Kacper: Szkoła postrachu – Kacper
- 2006: Team Galaxy – kosmiczne przygody galaktycznej drużyny – Bobby Roberts
- 2006: Brenda i pan Whiskers – Brykers
- 2006: Pamiętniki Barbie – Kevin
- 2006: Straszny dom – Lister
- 2006: Po rozum do mrówek
- 2006: Auta –
  - Junior,
  - Wingo
- 2006: Dżungla – Duke
- 2006: Epoka lodowcowa 2: Odwilż – Edek
- 2006: Wpuszczony w kanał − Brat Rity
- 2005: Nie ma to jak hotel – Esteban Ramirez
- 2005: Przygody Goździka Ogrodnika – Tesiu
- 2005: Opowieści z Narnii: Lew, czarownica i stara szafa – dorosły Edmund
- 2005: Johnny Test – Johnny Test
- 2005: My Scene: Gwiazdy Hollywood – Hudson
- 2005: Nowe szaty króla 2: Kronk – Nowe wcielenie – Lamagramista
- 2005: Stuart Malutki 3: Trochę natury – Muniek
- 2005: Harcerz Lazlo – Dave
- 2005: O rety! Psoty Dudusia Wesołka – Zyzio
- 2005: A.T.O.M. Alpha Teens On Machines –
  - Axel Manning (odc. 36-52),
  - Tilian (odc. 36, 41)
- 2005: Podwójne życie Jagody Lee – Dennis Lee
- 2005: Robotboy – Kurt
- 2005: Ben 10 – Kevin
- 2005: Czerwony Kapturek – prawdziwa historia
- 2005: Wallace i Gromit: Klątwa królika
- 2005: Madagaskar
- 2005: Kurczak Mały
- 2005: Karol. Człowiek, który został papieżem
- 2005: Magiczna karuzela – Dyziek
- 2005: Garbi: super bryka – Jamie
- 2005: Ufolągi – Granville DeSpray
- 2004: Pupilek
- 2004: Boogie Beebies – Piotr
- 2004: Lilli czarodziejka
- 2004: Yu-Gi-Oh! Ostateczne starcie
- 2004–2007: Danny Phantom − Tucker
- 2004–2006: Liga Sprawiedliwych bez granic –
  - Skeets,
  - Rozciągliwy
- 2004: Terminal –
  - Mężczyzna w Red Carpet,
  - Menedżer jednego ze sklepów, w którym chciał zatrudnić się Naworski,
  - Mężczyzna przemycający narkotyki w orzechach,
  - jeden z głosów z głośników
- 2004: Koszmarny Karolek − Karolek
- 2004: W 80 dni dookoła świata – Bak Mei
- 2004: Mary-Kate i Ashley w akcji – Ivan
- 2004: Mój przyjaciel Fungus – Fetorek
- 2004: Na górze i na dole – Antek
- 2004: Radiostacja Roscoe – Ed
- 2003–2007: Kod Lyoko – Herve
- 2003–2005: Młodzi Tytani –
  - Malkior,
  - Cash,
- 2003: Bionicle: Maska światła – Jaller
- 2003: Xiaolin – pojedynek mistrzów – Jack Spicer
- 2003: Szczenięce lata Clifforda – Evan
- 2003: Andzia – Tygrysek
- 2002: Elmo odwiedza strażaków – Strażak Richard
- 2002: Fillmore na tropie – Przewodniczący kółka czytelniczego
- 2002: Balto II: Wilcza wyprawa – Rosomak #3
- 2002: Owocowe ludki – Kolec
- 2002: Kryptonim: Klan na drzewie –
  - Filip (S.Z.A.F.A.),
  - Dozorca więzienia (M.I.S.J.A.)
- 2002: Smocze wzgórze – kucharz #2
- 2001–2004: Lizzie McGuire – Larry
- 2001–2003: Siedzące kaczki – Jerry
- 2001: Wakacje. Żegnaj szkoło
- 2000: Łatek
- 2000: Goofy w college’u – Bobby
- 1998: Olinek Okrąglinek – Baxter
- 1998: Kirikou i czarownica
- 1997–1998: Przygody Olivera Twista
- 1997: Byle do przerwy – Król Bob
- 1996: Kopciuszek – Karol
- 1996–1998: Kacper – Kacper
- 1995: Dragon Ball Z: Fuzja – Gohan
- 1995: Dragon Ball Z: Atak smoka – Gohan
- 1991: Ren i Stimpy – Stimpy